# Carlo Lombardo
Carlo Lombardo dei Baroni di San Chirico, conosciuto anche con gli pseudonimi di Leon Bard o Leblanc (Napoli, 28 novembre 1869 – Milano, 19 dicembre 1959), è stato un compositore, librettista ed editore di operette italiano, considerato il padre dell'operetta italiana. Fondò nel 1923, presso un palazzo in via Legnano 14 a Milano, la Casa Musicale Lombardo, tuttora depositaria del patrimonio operettistico italiano.

## Biografia
Discendente da un'antica e nobile famiglia di Lucera poi trasferitasi a Napoli, era il secondogenito del barone di San Chirico, Felice Lombardo, e di Luigia Malvezzi, nobile di Bologna. Aveva una sorella maggiore, Luisa. La passione per la musica lo convinse ad iscriversi al Conservatorio di San Pietro a Majella, dove si diplomò nel 1887.
Il suo debutto avvenne nello stesso anno in concomitanza con quello dell'amico Pietro Mascagni, assieme al quale venne scritturato dalla Compagnia di Luigi Maresca come direttore d'orchestra per una tournée in America Latina. Mascagni, impegnato con la stesura di Cavalleria rusticana, decise di non partecipare alla tournée, mentre Lombardo partecipò alla serie di spettacoli all'estero.
Tornato in patria, nel 1889 si recò a Milano per incontrare i direttori delle principali case musicali. Raccontano i suoi biografi che una mattina, passando per le vie del centro, incontrò Fracasso, altro ex studente del Conservatorio di Majella, a sua volta in partenza per l'America. Grazie a Fracasso, Lombardo ottenne un colloquio con il produttore teatrale D'Ormeville il quale gli offrì subito la direzione di tre rappresentazioni dell'opera verdiana La forza del destino.

### L'operetta
L'avvicinamento di Lombardo all'operetta fu tutto sommato abbastanza casuale. Una sera l'agente teatrale Tavernari lo informò che la compagnia di operette di Maresca era alla ricerca di artisti d'opera per la rappresentazione dell'operetta Der Zigeunerbaron (Lo zingaro barone) di Johann Strauss.
A Lombardo venne affidata la direzione della prima rappresentazione italiana dell'operetta, alla presenza dello stesso Strauss e il successo ottenuto lo spinse a dirigere e a comporre nuove operette.
L'occasione per scrivere la prima si presentò a Lombardo quando Maresca gli fece leggere un libretto proponendogli di scriverne la musica. Lombardo si mise al lavoro e nel 1891 completò Un viaggio di piacere od Un treno di piacere con il libretto di Priamo Favi, operetta che sarebbe andata in scena al Teatro Gerbino di Torino ottenendo grandi consensi.
Lombardo si avvicinò nel frattempo alla canzone napoletana con Matina mati', musicata su versi di Salvatore di Giacomo e pubblicata dal Corriere di Napoli e poi da Casa Ricordi nel 1894. Di lì a poco Maresca gli presentò un secondo libretto e ancora una volta Lombardo si mise al lavoro. L'operetta s'intitolava I coscritti e debuttò al Teatro Alfieri (Torino) il 10 maggio 1892 e poi all'Arena Nazionale di Firenze nel marzo 1896. Sarebbe stata replicata in ottantacinque rappresentazioni al Teatro Quirino di Roma. Lombardo acquistò i diritti dell'operetta, ne modificò il copione e lo spartito e cambiò il titolo in Accadde a mezzanotte.
Da questo momento firmò le operette con il proprio nome o sotto lo pseudonimo di Léon Bard (come citazione dello stemma della famiglia Lombardo, appunto un leone), alternandolo a quello di Leblanc.
Sempre nel 1896 concesse alla Compagnia Calligaris-Gravina una sua operetta in tre atti: La milizia territoriale con il libretto di Luigi Maresca al Teatro Balbo di Torino.
L'anno dopo nacque un'altra un'operetta fortunata: Le cinque parti del mondo, con musica firmata con lo pseudonimo di Maestro Fernandez.
Nella Compagnia Maresca, dopo aver esordito come direttore d'orchestra, Lombardo divenne pure organizzatore, in quanto abilissimo nel mettere a fuoco idee ed iniziative. Infatti avrebbe fondato e diretto una propria compagnia, con suo fratello Costantino (Casoria 1882-Roma 1960) come direttore d'orchestra.
Durante la prima guerra mondiale, Lombardo partì per il fronte.
La conferma del valore di Lombardo sarebbe avvenuta nel 1915, quando nacque La duchessa del Bal Tabarin derivata da Sua maestà Mimì di Bruno Grainichstaedten. Lo stile piccante della storia e le melodie indovinate decretarono il destino di questa operetta. 
Nel 1918 fondò la Casa Editrice Musicale Carlo Lombardo con sede a Milano, seguita poi da altre due a Berlino ed a Parigi.

## Le Operette principali
- La duchessa del Bal Tabarin, libretto di Arturo Franci e musica di "Leon Bard" (pseudonimo di Carlo Lombardo); prima rappresentazione: Teatro Fossati, Milano, 4 dicembre 1915;
- Madama di Tebe, libretto di Carlo Lombardo, musica di Carlo Lombardo, Joseph Szulc, Vicente Lleó e altri autori (prima rappresentazione: Teatro Fossati, Milano, 7 marzo 1918, Compagnia Nazionale diretta da Umberto Berrettoni con Maria Braccony e Maria Ivanisi);
- Sì, musiche di Pietro Mascagni, Roma, prima rappresentazione: Teatro Quirino, 13 dicembre 1919 con Nuto Navarrini;
- Il re di Chez-Maxim, in 3 atti su musica di Mario Pasquale Costa, 1919 nel Teatro Fossati di Milano;
- La danza delle libellule, in 3 atti, musica di Franz Lehár, libretto di Carlo Lombardo (prima rappresentazione: Teatro Lirico di Milano, 3 maggio 1922, con Gaetano Tani);
- Scugnizza, musiche di Mario Pasquale Costa, prima rappresentazione: Torino, 16 dicembre 1922;
- Il paese dei campanelli, musiche di Virgilio Ranzato e di Carlo Lombardo, prima rappresentazione: Milano, Teatro Lirico, 23 novembre 1923;
- Cin Ci La, musiche di Virgilio Ranzato, prima rappresentazione: Milano, 18 dicembre 1925;
- La casa innamorata, libretto di Renato Simoni, prima assoluta al Teatro Lirico di Milano (15 novembre 1929).